# Mesures de la bladeria de la Seu d'Urgell
Les mesures de la bladeria de la Seu d'Urgell, conegudes simplement com les mesures, són dues mesures de gra gairebé úniques a Catalunya que es conserven al nucli antic de la Seu d'Urgell, al carrer major.
Les mesures de la Seu d'Urgell són pràcticament úniques a Catalunya, ja que sols es té constància de l'existència d'un altre banc semblant a la localitat tarragonina de Montblanc i més concretament a la plaça major d'aquella ciutat, autèntic lloc emblemàtic i comercial de la capital de la Conca de Barberà. També al Principat d'Andorra n'hi ha un.

## Descripció

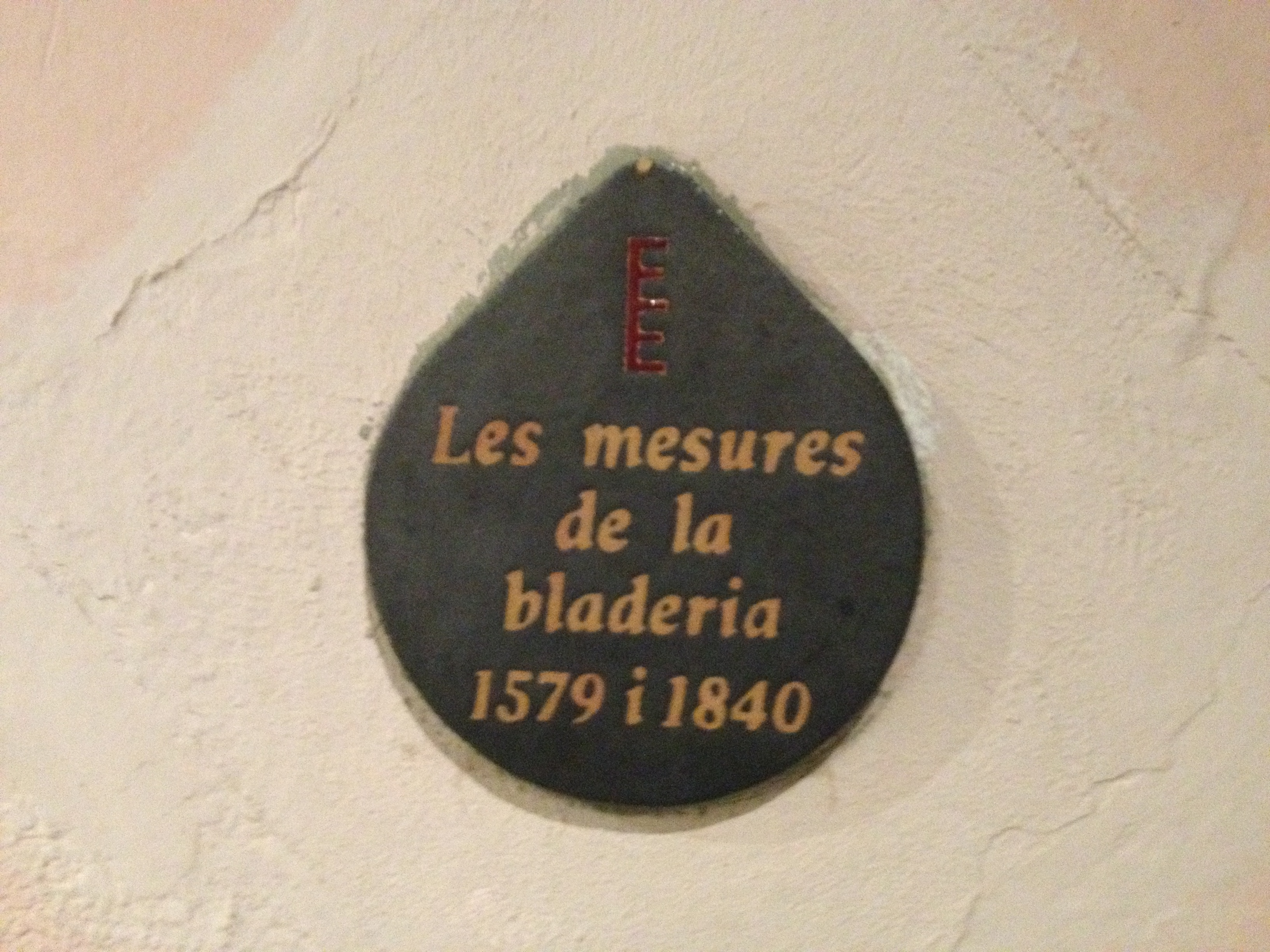
Rétol indicatiu de les mesures de l'Espai Ermengol.

Des d'antic la Seu d'Urgell és el centre de mercat més important de la zona. Les mesures de gra, que encara es conserven, en són el més fidel testimoni. N'hi ha dues, la més antiga té gravada la data de 1379, mentre que la segona té la de 1840.
Les mesures més antigues porten la data, equivocada, de 1379. Algú, sembla que de manera benintencionada, va donar un cop de piqueta a la pedra, canviant la segona xifra, un 5, per un 3, convençut del seu origen medieval. La data correcta, per tant, seria la de 1579.
El bloc de pedres treballades acull tres embuts metàl·lics que acaben amb unes portelles, des d'on es procedia a omplir els sacs de gra després de ser mesurat. Sembla que les mesures més antigues havien quedat insuficients per respondre la demanda i això va propiciar que l'any 1840 s'establís, a pocs metres del primer, un nou banc de mesures, pràcticament idèntic. En ambdós casos cada banc disposa de tres embuts de dimensions semblants. En les mesures de l'any 1840 la primera cavitat té un volum de 18,30 litres, la segona de 9,20 litres i la tercera de 27,60 litres.
En el cas del banc més antic el primer embut acull 18,50 litres, el segon 9,20 i el tercer 20,30. Cal no oblidar que tot i que estem parlant de litres, el sistema mètric decimal no fou propugnat a França fins a l'any 1791, per tal de normalitzar i unificar la gran varietat de mesures existents arreu. De fet, però, es va posar en pràctica molts anys més tard. Les mesures de la Seu responen bastant fidelment a les emprades a la resta dels Països Catalans. Així direm que la mesura per a grans és igual a ¼ de la quartera de Girona o, cosa que és el mateix: 1 quarta = 6 mesurons = 18,08 litres. Pel que fa a Lleida, s'hi utilitzava la mida de 3 quartans, equivalents a 18,34 litres, tot i que modernament es parlava de 20 litres, que, curiosament, coincideix amb la mesura fruitera.
Com molts altres serveis en aquella època, forn de pa o escorxador, el Bisbat d'Urgell n'era el propietari i el llogava en usdefruit a particulars perquè en fessin la vigilància i l'explotació. El fet de trobar-se a la intempèrie, la deixadesa i els poc civisme d'alguns fan que de mica en mica es vagin deteriorant. Fa uns anys en Josep Estañol, que vivia i tenia el seu taller molt a prop de les mesures, es feia càrrec del seu manteniment. Amb el seu traspàs les mesures han quedat orfes i ningú se'n fa càrrec.